# 罗富镇
罗富乡，是中华人民共和国广西壮族自治区河池市南丹县下辖的一个乡镇级行政单位。

## 行政区划
罗富乡下辖以下地区：
罗富社区、玉兰村、六内村、坡旁村、塘丁村、雍里村、纳老村、打更村、巴良村、板劳村、罗更村、央哨村、黄黑村、黄江村、杏村、湾村、龙腊村和罗屯村。